# Le Roi Étienne
Pour les articles homonymes, voir Stephan et Étienne.
 (juillet 2025).
Si vous disposez d'ouvrages ou d'articles de référence ou si vous connaissez des sites web de qualité traitant du thème abordé ici, merci de compléter l'article en donnant les références utiles à sa vérifiabilité et en les liant à la section « Notes et références ».
König Stephan

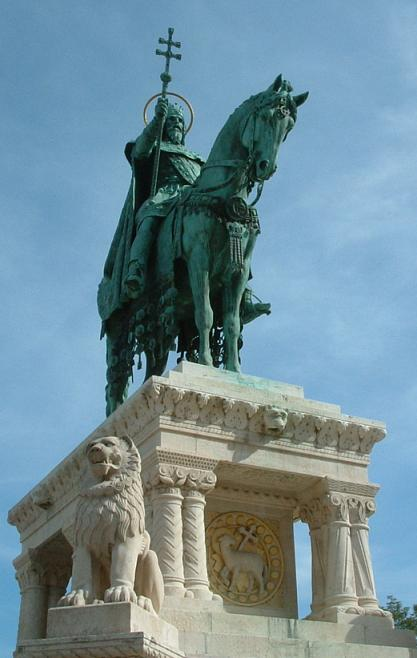
Le roi Étienne Ier de Hongrie

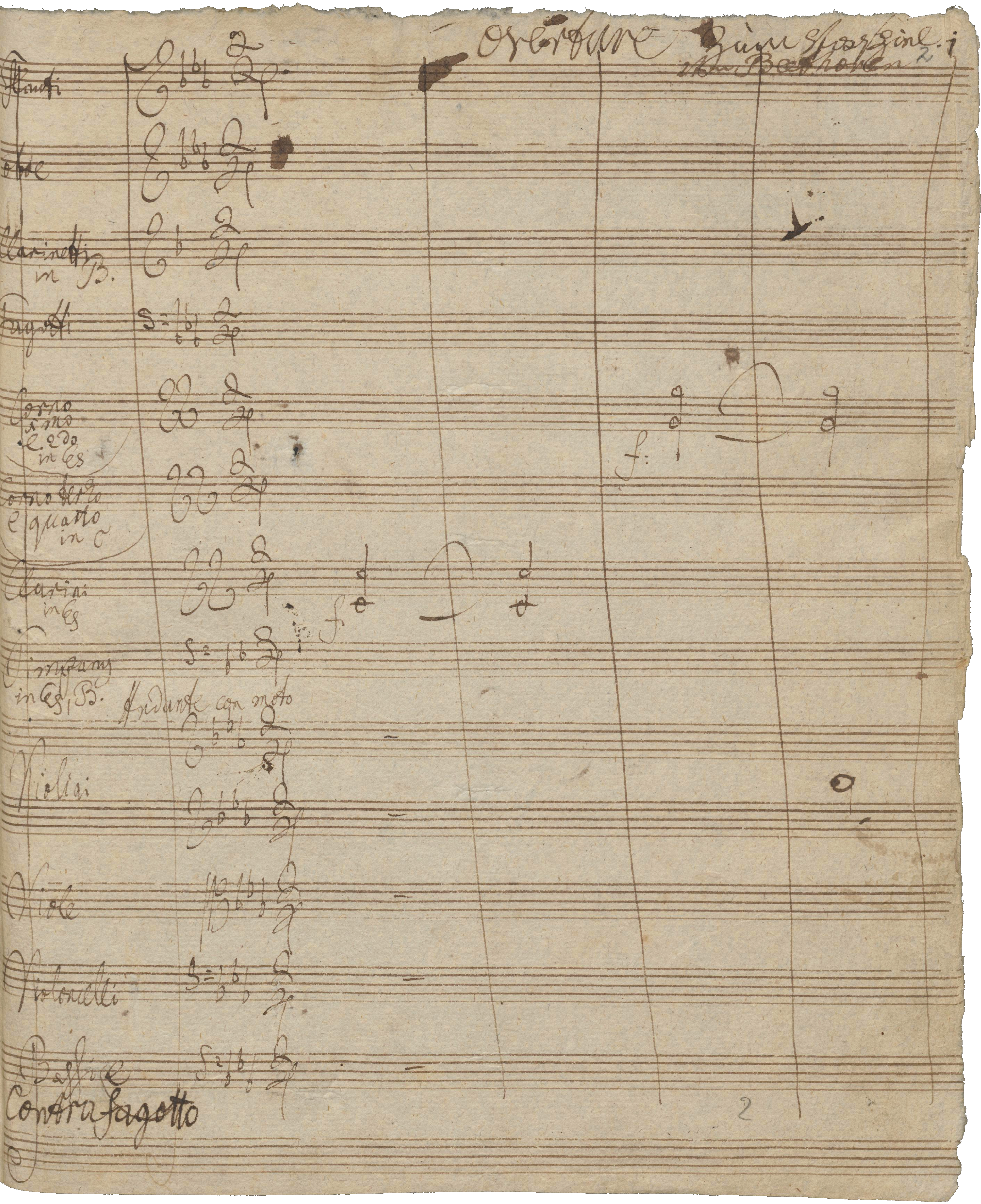
1ère page du manuscrit

König Stephan op. 117 (Le Roi Étienne en français), est une œuvre de circonstance composée par Ludwig van Beethoven en 1811. Elle comprend une ouverture en mi bémol majeur et neuf parties chantées. Seule l'ouverture reste jouée aujourd'hui, et assez rarement. Le titre fait référence au roi Étienne Ier, fondateur du royaume de Hongrie en l'an 1000.

## Composition

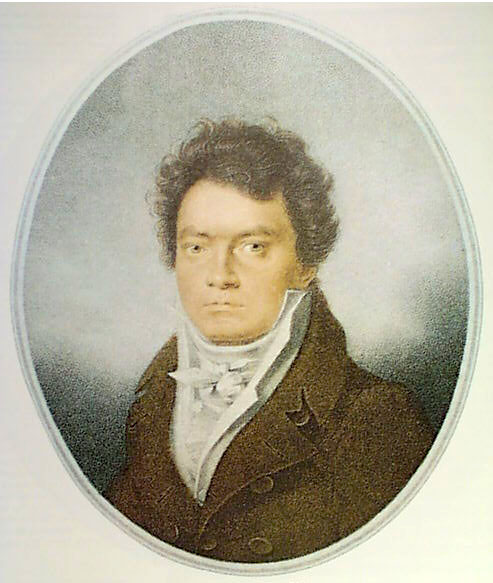
Ludwig van Beethoven en 1814

L'empereur François Ier d'Autriche, pour apaiser les sentiments nationalistes naissants en Hongrie, avait fait construire dès 1808 un grand théâtre à Pest, en Hongrie, pour célébrer la fidélité de la Hongrie à la monarchie autrichienne. À l'occasion de l'inauguration de ce théâtre en 1811, Beethoven fut appelé à mettre en musique deux textes de circonstance écrits par August von Kotzebue : Le Roi Étienne et Les Ruines d'Athènes. Beethoven aurait voulu ensuite collaborer avec Kotzebue pour un opéra.

## Création et publication
La première audition eut lieu au nouveau théâtre de Pest le 9 février 1812. Beethoven, écrivant à Ries le 30 avril 1819, lui dira que l'ouverture du Roi Étienne avait produit un très grand effet à Vienne.
L'ouverture fut publiée par l’éditeur viennois Tobias Haslinger à Vienne en 1815 avec le numéro d'opus 117. Le reste ne paraîtra que dans la grande édition complète de Breitkopf & Härtel (Gesamtausgabe).
Le Roi Étienne et Les Ruines d'Athènes sont parmi les œuvres orchestrales du compositeur les moins jouées aujourd'hui.

## Structure
1. Ouverture
2. Chœur d'hommes : Ruhend von seinen Thaten
3. Chœur d'hommes : Auf dunkelm in finstern Hainen Wandelten
4. Marche : Siegesmarsch
5. Chœur de femmes : Wo die Unschuld Blumen streute
6. Mélodrame : Du hast dein Vaterland
7. Chœur : Eine neue strahlende Sonne
8. Mélodrame : Ihr edlen Ungarn !
9. Marche et mélodrame avec chœur : Heil unserm Konige !
10. Chœur final : Heil! Heil unserm Enkeln !

« Ainsi, ces fanfares menaçantes au début, ces farouches intervalles de quartes descendantes, inouïes à l'époque, débouchant sur une insouciante musique de danse qui resurgira toujours inopinément par la suite, ces modulations contrariées, ce triomphe final, tout cela possédait pour Beethoven et ses contemporains une signification dont nous avons perdu la clé. Qui saura nous dire pourquoi ce motif dansant semble chargé d'une nostalgie si poignante ? Balayé à la fin par l'explosion de la liesse générale, il reste gravé dans la mémoire comme l'image d'un bonheur sacrifié. »

— Gérard Condé, Le Monde Radio-Télévision 13-14 août 1995, page 26

## Livret
No. 1 Chœur d'hommes
Ruhend von seinen Taten

hat uns der Fürst berufen,

an des Thrones Stufen

Heil der Völker zu beraten;

und im dichten Kreise

sammelte uns der Held

nach der Väter Weise

auf diesem freien Feld.
(suivi d'un monologue par Stephan)

No. 2 Chœur d'hommes
Auf dunklem Irrweg in finstern Hainen

wandelten wir am trüben Quell,

Da sahen wir plötzlich ein Licht erscheinen,

es dämmerte, es wurde hell!

Und siehe! Es schwanden die falschen Götter,

dem Tage wich die alte Nacht;

Heil deinem Vater! Unserm Retter!

Der uns Glauben und Hoffnung gebracht.
(suivi d'un dialogue: un guerrier, Stephan)

No. 3 Marche triomphale
(suivi d'un dialogue: Stephan, Gyula, le messager)

No 4 Chœur de femmes
Wo die Unschuld Blumen streute,

wo sich Liebe den Tempel erbaut,

da bringen wir im treuen Geleite

dem frommen Helden die fromme Braut.
No. 5 Mélodrame

No. 6 Chœur
Eine neue strahlende Sonne

lieblich aus dem Gewölke bricht;

Süße Freude! Selige Wonne!

Wenn die Myrthe den Lorbeer umflicht.
No. 7 Mélodrame

No. 8. Chœur
Heil unserm Könige! Heil dem Könige!
(Mélodrame, Stephan):

No. 9 Chœur final
Heil unsern Enkeln, sie werden schauen,

was der prophetische Geist erkannt!

Es wird ihr kindliches Vertrauen

der Krone schönster Diamant!

Wohltaten spendend, täglich neue,

vergilt der König in ferner Zeit,

die unwandelbare Treue,

die sein Volk ihm dankbar weiht!
August von Kotzebue